# Uprise
Albums de Nemesea
The Quiet Resistance
(2011)
Uprise est le quatrième album studio du groupe néerlandais de metal symphonique Nemesea publié le 29 avril 2016.

## Liste des chansons
| No  | Titre            | Durée |
| --- | ---------------- | ----- |
| 1.  | Hear Me          | 2:57  |
| 2.  | Twilight         | 3:28  |
| 3.  | Forever          | 3:45  |
| 4.  | Let It Burn      | 3:43  |
| 5.  | Time to Make It  | 3:12  |
| 6.  | Can't Believe It | 4:05  |
| 7.  | Light Up the Sky | 3:41  |
| 8.  | Get Out          | 3:08  |
| 9.  | Bones            | 3:55  |
| 10. | Hold On          | 3:22  |